# San Marcos (Texas)
San Marcos é uma cidade localizada no estado norte-americano do Texas, no Condado de Caldwell e Condado de Hays.

É uma cidade localizada ao longo do rio com o mesmo nome, com 54.000 habitantes, que foi um enclave hippie no Texas nos anos '60s e '70s. É sede da Universidade Estadual do Texas.

## Demografia
Segundo o censo norte-americano de 2000, a sua população era de 34.733 habitantes.
Em 2006, foi estimada uma população de 47.181, um aumento de 12448 (35.8%).

## Geografia
De acordo com o United States Census Bureau tem uma área de
47,5 km², dos quais 47,2 km² cobertos por terra e 0,3 km² cobertos por água.

## Localidades na vizinhança
O diagrama seguinte representa as localidades num raio de 20 km ao redor de San Marcos.